# Kamień runiczny z Egå

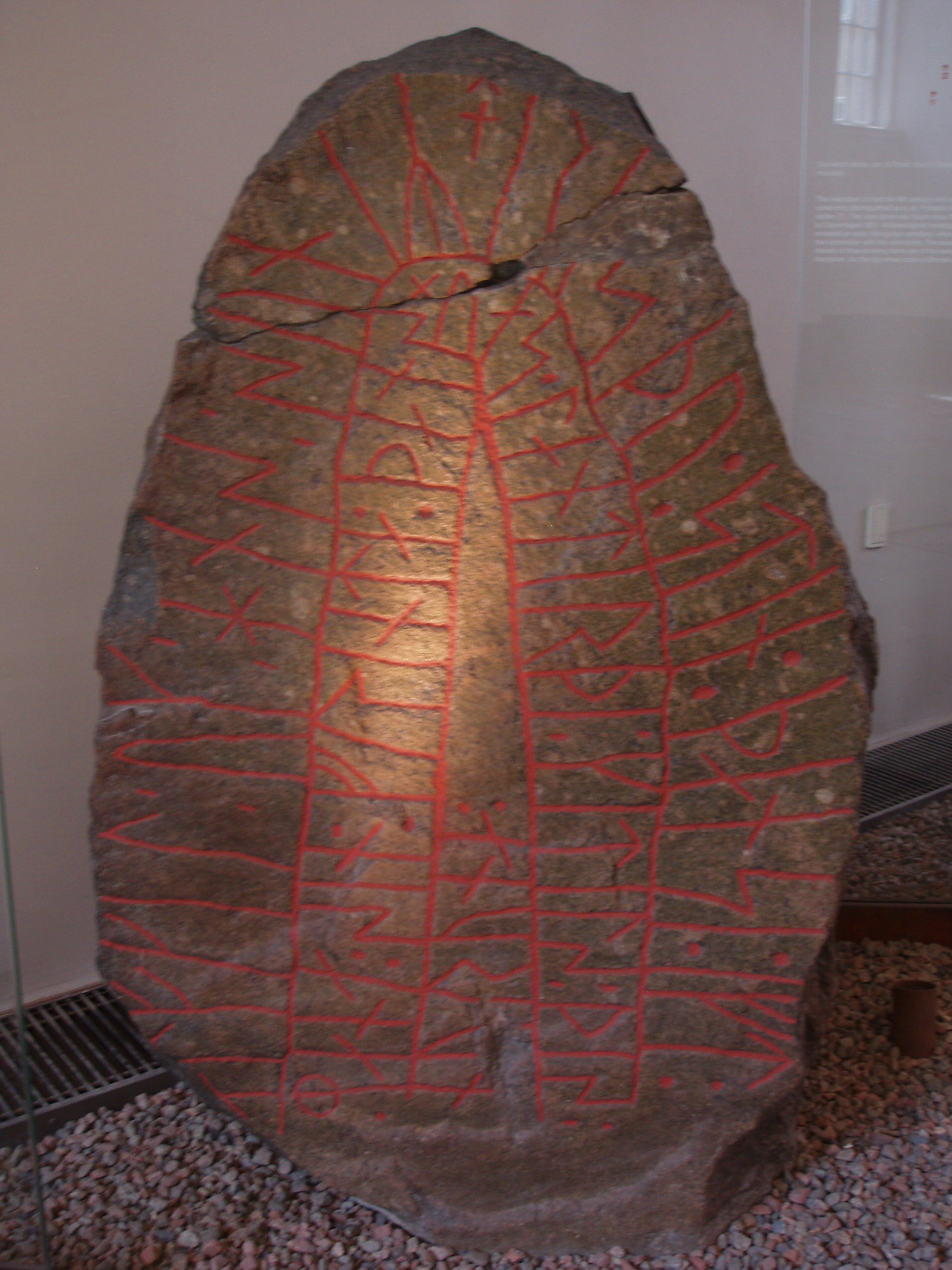
Kamień runiczny z Egå

Kamień runiczny z Egå (DR 107) – kamień runiczny pochodzący z przełomu X i XI wieku, znajdujący się w zbiorach Muzeum Narodowego w Kopenhadze.
Granitowy głaz ma 108 cm wysokości, 80 cm szerokości i 35 cm grubości. Pierwotnie wieńczył prawdopodobnie jakiś grobowiec, odkryty został w 1814 roku we wsi Egå w północnej Jutlandii, wmurowany w kamienne ogrodzenie. Górna część kamienia była odłupana od reszty, została odnaleziona i połączona z dolną w 1839 roku.
Na kamieniu znajduje się inskrypcja, wyryta w dwóch rzędach oraz z dodatkowymi runami umieszczonymi w polu środkowym. Stanowi ona przykład napisu kommemoratywnego ku czci włodarza, opiekującego się majątkiem wikinga podczas jego pobytu na wyprawie zamorskiej. Tekst inskrypcji głosi:
alfkil ÷ uk ÷ hns ÷ suniR ÷ risþu : stin : þansi : ift : ¶ * mana : sin : frinta : þans × uas * lantirþi ÷ kitils ÷ þis ÷ ¶ nuruna ÷
co znaczy:
Alfkil i jego synowie wznieśli ten pomnik dla Mana, swego rodziciela, który był włodarzem u Ketila Norwega.